# Soyons bêtes!
Soyons bêtes ! (Be the Creature) est une série documentaire créée par les frères Kratt (Chris et Martin), dans laquelle ils se plongent dans la vie de différents animaux du monde entier, vivant à leurs côtés pour découvrir leurs comportements naturels et leurs habitats. Le spectacle combine aventure et éducation, offrant un aperçu de la vie de la faune à travers les rencontres rapprochées des frères.

## Les saisons
Après des années passées à filmer Zoboomafoo et Kratts' Creatures en studio, Chris et Martin Kratt souhaitaient retourner sur le terrain et vivre dans la proximité des animaux pendant de longues périodes. Cela a conduit à la création de Be the Creature pour National Geographic : ils ont passé des semaines à vivre parmi des grizzlis, des lions et d'autres animaux sauvages. Chaque épisode, d'une durée de 40 minutes, a été monté à partir d'environ 75 heures d'images brutes, collectées au cours de chaque expédition. Be the Creature s'adresse aux adolescents et aux adultes, contrairement aux émissions précédentes des frères. Il présente des images graphiques dans le but de décrire fidèlement la vie dans la nature.
Une deuxième saison, Be the Creature 2, a débuté en 2005. L'émission a été diffusée sur National Geographic Wild. Une troisième saison, Be The Creature 3, a débuté en 2007.

## Épisodes

### Saison 1 (2003-2004)
1. Ours bruns
2. Chiens sauvages
3. Lions
4. Lémuriens
5. Lamantins
6. Créatures côtières
7. Macaque japonais
8. Chimpanzés
9. Mangoustes
10. Requins
11. Chauves-souris
12. Kangourous
13. Babouins

### Saison 2 (2004-2005)
1. Guépards
2. Orang-outans
3. Lézards de Komodo
4. Suricates
5. Zone de destruction
6. Le Pantanal
7. îles Galapagos
8. Hyènes tachetées
9. Combattre le Bighorn
10. Rester en vie
11. Armes pour la survie
12. Léopards
13. Loups éthiopiens
14. Léopards
15. Léopards d'expédition
16. Expédition Macaque japonais

### Saison 3 (2007)
1. Pandas géants